# Japonska ura
Japonska ura (和時計, vadokei) je mehanska ura, ki je bila izdelana za prikaz tradicionalnega japonskega časa, sistema, v katerem sta dan in noč vedno razdeljena na šest obdobij, katerih dolžine se posledično spreminjajo glede na letni čas. Mehanske ure so na Japonsko uvedli jezuitski misijonarji (v 16. stoletju) ali nizozemski trgovci (v 17. stoletju). Te ure so bile zasnovane kot lanterne, običajno izdelane iz medenine ali železa, uporabljale pa so razmeroma preprost mehanizem. Tokugava Iejasu je imel lanterno uro evropske proizvodnje.
Niti nihalo niti ravnotežna vzmet nista bili v uporabi med evropskimi urami tega obdobja in kot taki nista bili vključeni med tehnologije, ki so bile na voljo japonskim urarjem na začetku izolacionističnega obdobja v japonski zgodovini, ki se je začelo leta 1641. Obdobje izoliranosti je pomenilo, da se bodo morali japonski izdelovalci ur znajti po lastni poti brez znatnih nadaljnjih prispevkov zahodnega razvoja urarstva. Kljub temu so japonski urarji pokazali precejšnjo iznajdljivost pri prilagajanju evropske tehnologije mehanskih ur potrebam tradicionalnega japonskega merjenja časa.

## Zgodovina
Ure obstajajo na Japonskem od sredine 7. stoletja našega štetja v obliki vodnih ur. Nihon Šoki navaja, da je cesar Tenči leta 660 in 671 izdelal vodno uro ali rōkoku (漏刻, dobesedno »puščanje« + »rezanje, merjenje«). Te ure so uporabljali še 800 let do prihoda krščanstva na Japonsko v 16. stoletju.
Krščanski misijonarji so bili med prvimi, ki so Japonsko seznanili z zahodnimi mehanskimi vzmetnimi urami. Frančišek Ksaverij, španski svetnik in misijonar Družbe Jezusove, je leta 1551 podaril Oučiju Jošitaki, daimjoju iz obdobja Sengoku, mehansko uro. Kmalu so sledili drugi misijonarji in veleposlaništva; papeški odposlanci so leta 1569 Odu Nobunagi in Tojotomiju Hidejošiju leta 1571 podarili mehanizirano uro, Tokugavi Iejasuju pa dve uri, eno leta 1606 misijonar in eno leta 1611 portugalski odposlanec. Najstarejša ohranjena zahodna ura na Japonskem sega v leto 1612; jo je podkralj Mehike (takrat Nove Španije) podaril šogunu Iejasuju.
Blizu preloma 17. stoletja so japonski domačini izdelali prve mehanske ure v zahodnem slogu. Cuda Sukezaemon naj bi izdelal mehansko uro leta 1598, potem ko je sam pregledal in popravil veliko uvoženih ur. Japonsko izdelavo ur so v 17. stoletju olajšali misijonarji, ki so živeli na Japonskem. Krščanski misijonarji so na prelomu 17. stoletja prvi poučevali Japonce o izdelovanju ur na otokih Amakusa.
V obdobju Edo (1603–1868) so se zahodne tehnike prilagodile za oblikovanje edinstvene metode izdelave ur na Japonskem. Dvojni izhod so zasnovali japonski izdelovalci ur, da bi razvili uro, ki je sledila neenakomernemu, tradicionalnemu japonskemu urniku. Te ure, imenovane vadokei, so bile izdelane z različnimi metodami, da bi sledile sistemu časovnih ur (futei džiho 不定時法). Folioti ur imajo več razdelkov, ki uporabniku omogočajo nastavitev razmeroma natančne stopnje. Ure, ki jih nadzoruje foliot, so kljub temu, da so jih v Evropi na veliko nadomestile ure s krožnim uravnoteženjem, uporabljali na Japonskem zaradi njihove prilagodljivosti časovnemu urnemu sistemu. Nenehne nastavitve uteži in številčnice so okoli leta 1780 vodile japonske izdelovalce ur, da so okoli leta 1780 razvili ničo-tenpu tokei (二挺天府時計). Uteži v ničō-tenpu tokei so bile samodejno nastavljene za pravi čas dneva ali noči z uporabo dveh regulatorjev, imenovanih tenpu (天府).
Ključna sestavina razvoja japonskih ur je bila objava Karakuri Zui Hosokave Hanza leta 1796, v kateri v prvem zvezku pojasnjuje proizvodne metode ur, v drugem in tretjem zvezku pa karakuri ningjō (絡繰人形) ali »mehanske lutke«. Zvezek o urarstvu je vseboval zelo podrobna navodila za izdelavo z mehanizmom, ki ga nadzira foliot. Relativno visoka stopnja pismenosti in navdušena družba izposojevalk knjig sta veliko prispevala k širokemu branju dela.
Proizvodnja in kompleksnost ur sta dosegli vrhunec z man-nen dokei (万年時計 Men Jimeishou, dob. 'desettisočletni samozvočeči zvon') ali »uro z neštetimi leti« Tanaka Hisašigeja. Ima šest številčnic, ki prikazujejo zahodno uro, kazalnik luninih faz, orientalski zodiak, japonsko časovno uro, starodavni japonski indikator 24-faznega deljenja in indikator dneva v tednu. Ura naj bi z enim navijanjem delovala eno leto.
Po obnovi Meidži leta 1868 je Japonska sčasoma odpravila uporabo svojega časovnega urnega sistema. Kabinet Meidži je izdal odlok št. 453 leta 1872, ki je na Japonskem zamenjal lunin koledar z zahodnim, sončnim koledarjem. Zamenjava je privedla do zatona vadokeija in pojava zahodnjaške industrije ur na Japonskem.

## Časovne ure
Prilagajanje evropskih modelov ur potrebam japonskega tradicionalnega merjenja časa je za japonske urarje predstavljalo izziv. Japonske tradicionalne prakse merjenja časa so zahtevale uporabo neenakih časovnih enot: šest dnevnih enot od lokalnega sončnega vzhoda do lokalnega sončnega zahoda in šest nočnih enot od sončnega zahoda do sončnega vzhoda.
Tako so se japonski časomerilci spreminjali glede na letne čase; poleti je bil dan daljši, pozimi pa krajši, ponoči pa obratno. Nasprotno pa so bile evropske mehanske ure nastavljene tako, da kažejo enake ure, ki se ne razlikujejo glede na letne čase.
Večino japonskih ur so poganjale uteži. Japonci pa so poznali in občasno tudi izdelovali ure, ki so tekle iz vzmeti. Tako kot zahodne ure z lanternami, ki so bile navdih za njihovo zasnovo, so tudi ure na podlagi uteži pogosto držale posebej zgrajene mize ali police, ki so omogočale, da so se uteži spustile podnje. Japonske ure na vzmet so bile narejene za prenosljivost; najmanjše so bile velikosti velikih ur in so jih njihovi lastniki nosili v škatlicah inrō  (印籠, Inrō, dob. 'etui za štampiljke').

## Tradicionalni japonski časovni sistem
Tipična ura je imela šest oštevilčenih ur od devetih do štirih, ki so štele nazaj od poldneva do polnoči; urnih številk ena, dve in tri na Japonskem niso uporabljali iz verskih razlogov, ker so to število udarcev uporabljali budisti za klicanje k molitvi. Štetje je teklo nazaj, ker so prvi japonski umetni časomerilci za odštevanje časa uporabljali zažiganje kadila. Zora in mrak sta bila torej označena kot šesta ura v japonskem časovnem sistemu.
Poleg oštevilčenih časovnih ur je bila vsaki uri dodeljeno znamenje iz japonskega zodiaka. Od zore je bilo šest dnevnih ur:

Zajec ||卯 ||六 || 6 || sončni vzhod
| Znak zodiaka | Simbol zodiaka | Japonska številka | Udarci | sončni čas |
| ------------ | -------------- | ----------------- | ------ | ---------- |
| Zmaj         | 辰             | 五                | 5      | zjutraj    |
| Kača         | 巳             | 四                | 4      | zjutraj    |
| Konj         | 午             | 九                | 9      | opoldne    |
| Koza         | 未             | 八                | 8      | popoldne   |
| Opica        | 申             | 七                | 7      | popoldne   |
Od mraka je bilo šest nočnih ur:
| Znak zodiaka | Simbol zodiaka | Japonska številka | Udarci | sončni čas   |
| ------------ | -------------- | ----------------- | ------ | ------------ |
| Petelin      | 酉             | 六                | 6      | sončni zahod |
| Pes          | 戌             | 五                | 5      | zvečer       |
| Prašič       | 亥             | 四                | 4      | zvečer       |
| Podgana      | 子             | 九                | 9      | polnoč       |
| Vol          | 丑             | 八                | 8      | pred zoro    |
| Tiger        | 寅             | 七                | 7      | pred zoro    |

## Problem različnih dolžin ur
Začetek leta 1844 je bil koledar spremenjen, da bi zagotovil različne dolžine ur za različne dele leta. Japonske ure so uporabljale različne mehanizme za prikaz spreminjajočih se časovnih ur. Najbolj praktičen način je bila stebričasta ura, kjer ura ni kazala časa na številčnici ure, temveč na indikatorju, pritrjenem na utež, ki se je spustila po stezi. Premični indikatorji časa tečejo ob stezi uteži in njenem pritrjenem indikatorju. Te kazalnike je mogoče prilagoditi glede na letne čase, da prikažejo dolžino dneva in nočnih ur. Ko je bila ura navita, se je indikator premaknil nazaj navzgor po stezi do ustrezne oznake. Ta nastavitev je imela prednost, da je bila neodvisna od hitrosti same ure.
Uporaba številčnice ure je bila del evropske tehnologije, ki je bila sprejeta na Japonskem, zato so bili narejeni številni dogovori za prikaz japonskih ur na številčnicah ure. Nekateri so imeli premične ure po robu 24-urne številčnice. Druge so imele več številčnic, ki jih je bilo mogoče spreminjati glede na letne čase. Za izdelavo ure z udarci, ki je kazala japonski čas, so urarji uporabili sistem, ki je izvajal dve ravnovesji, eno počasno in eno hitro. Ustrezen izhod se je samodejno spremenil, ko se je čas premikal od dneva do noči. Ta mehanizem uporablja »nešteto letna ura«, ki jo je leta 1850 oblikoval Tanaka Hisašige.
Masahiro Kikuno za zaplet časovne ure na nekaterih svojih ročnih urah uporablja niz krakov, povezanih s posameznimi urami. Te roke so povezane z enim odmikačem z utorom, ki je v njem uglašen glede na širino posameznega kupca ure. Gibanje kamere v enem letu spremeni položaj ur na številčnici ure.
Leta 1873 je japonska vlada sprejela prakso merjenja časa v zahodnem slogu, vključno z enakimi urami, ki se ne razlikujejo glede na letne čase, in gregorijanski koledar.

## Galerija
- Ničō tenpu jagura-dokei (ura kot lučka z mehanizmom dvojnega foliota - zatični mehanizem).
- Levo: Makura-dokei (ura na blazini) z glasbeno skrinjico. Desno: Dai-dokei (ura na podstavku) s krožno tehtnico.
- Curigane-dokei (viseča ura v obliki zvona).
- Taiko-dokei.
- Ročna ura Wadokei Revision, ki pripoveduje japonski čas in moderni čas, avtor Masahiro Kikuno.